# Elisabeth af Grækenland og Danmark
Prinsesse Elisabeth af Grækenland og Danmark (græsk: Πριγκίπισσα Ελισάβετ της Ελλάδας και Δανίας; født 24. maj 1904 i Tatoi, død 11. januar 1955 i München) var en græsk prinsesse, der var den næstældste datter af prins Nikolaos af Grækenland og Danmark og storfyrstinde Helena Vladimirovna af Rusland.

## Biografi

### Fødsel og familie
Prinsesse Elisabeth blev født den 24. maj 1904 på slottet Tatoi ved foden af Parnesbjergene på halvøen Attika lidt nord for Grækenlands hovedstad Athen. Hun var den anden datter af Prins Nikolaos af Grækenland og Danmark og Storfyrstinde Helena Vladimirovna af Rusland. Hendes far var en yngre søn af den danskfødte Kong Georg 1. af Grækenland, mens hendes mor var datter af Storfyrst Vladimir Aleksandrovitj af Rusland, et ledende medlem af familien Romanov. Blandt hendes oldefædre var dermed både Kong Christian 9. af Danmark og Kejser Aleksandr 2. af Rusland, mens Kejser Nikolaj 1. af Rusland var oldefar til begge hendes forældre. I familien var hun kendt som Woolly på grund af sit kraftige mørke hår.
Prinsesse Elisabeth havde to søstre, en storesøster Prinsesse Olga og en lillesøster Prinsesse Marina. Prinsesse Olga giftede sig i 1923 med Prins Paul af Jugoslavien, der var prinsregent i Jugoslavien fra 1934 til 1941, mens Prinsesse Marina i 1934 giftede sig med Prins George af Storbritannien, en yngre søn af Kong Georg 5. af Storbritannien.

### Opvækst
Prinsesse Elisabeth voksede op med sine to søstre under relativt enkle forhold i forældrenes palæ i Athen, der havde været en bryllupsgave til prins Nikolaos og prinsesse Helena fra Nikolaj 2. af Rusland i anledning af deres bryllup i 1902. Bygningen huser i dag den italienske ambassade. Prinsessernes opdragelse blev varetaget af en engelsk guvernante, Kate Fox, kaldet Nurnie. En gang om året rejste familien til Rusland, hvor de besøgte deres slægtninge fra familien Romanov. Den lille prinsesse og hendes søstre havde der lejlighed til at lege med Nikolaj 2.'s døtre, der var nogenlunde på alder med dem. Familien befandt sig således i Sankt Petersborg, da Første Verdenskrig brød ud i 1914.

### Første verdenskrig og eksil
Første Verdenskrig blev en problematisk tid i den græske kongefamilies historie. Efter det kom til et brud mellem Elisabeths morbror, Kong Konstantin 1. og premierminister Elefthérios Venizélos på grund af spørgsmålet om Grækenlands deltagelse i krigen, brød der en borgerkrigslignende tilstand ud i landet, der fra 1915 var delvist besat af Ententemagterne.. I 1917, da Olga var 13 år gammel, blev kong Konstantin 1., der blev opfattet som tyskvenlig, efter pres fra de allierede tvunget til at abdicere til fordel for sin næstældste søn, Alexander, mens hans selv, hans hustru og de øvrige børn gik i eksil i Schweiz. Også Prins Nikolaos, der blev omtalt som "monarkiets onde ånd" af Venizélos' tilhængere, så sig nødsaget til at følge sin bror i eksil med sin familie. De bosatte sig først i Sankt Moritz i Schweiz og efterfølgende i Paris, hvor de levede under beskedne økonomiske forhold. De kunne vende tilbage til Grækenland i 1920, da Kong Konstantin 1. blev genindsat som konge efter Kong Alexanders død. Allerede i 1922 måtte Prinsesse Elisabeth og hendes familie igen gå i eksil, da Kong Konstantin 1. blev endegyldigt afsat. Hun opholdt sig derefter i henholdsvis Schweiz og Frankrig.

### Ægteskab
Flere ægteskabsprojekter satte hende i mellemkrigstiden i forbndelse med forskellige europæiske prinser, blandt anden den italienske tronfølger prins Umberto af Savoyen og prins Nicolae af Rumænien. Ingen af disse projekter førte dog til forlovelse, og hun nærmede sig de 30 år uden at være blevet gift, hvad der var usædvanligt for tiden..
Til sidst giftede Prinsesse Elisabeth sig 29 år gammel den 10. januar 1934 på Schloss Seefeld nær München i Bayern med Karl Theodor, Greve af Toerring-Jettenbach, som var den ældste søn af Hans Veit, Greve af Toerring-Jettenbach og Hertuginde Sophie Adelheid i Bayern. Gennem sin mor var han nevø til Dronning Elisabeth af Belgien og grandnevø til Kejserinde Elisabeth af Østrig-Ungarn. Grev Karl Theodor tilhørte det mediatiserede tyske fyrstehus Toerring, som havde hersket over nogle små rigsumiddelbare territorier i Syd- og Vesttyskland indtil opløsningen af det Tysk-romerske rige.
Prinsesse Elisabeths ægteskab var ikke så prestigefyldt som hendes to søstres, men det tilfredsstillede dog hendes mor, der havde været bekymret for, at datteren ikke skulle blive gift. I ægteskabet mellem Prinsesse Elisabeth og Grev Karl Theodor blev der født to børn.

### Senere liv
Uden at være officielt medlem af NSDAP var Grev Karl Theodor tæt på Nazistpartiet og brugte Prinsesse Elisabeths familieforbindelser til at fremme Nazi-Tysklands diplomati med forskellige europæiske monarkier. Ifølge nogle historikere var det således i vid udstrækning Karl Theodor og Elisabeth, der overbeviste deres svoger, prinsregenten Paul af Jugoslavien, til at underskrive Tremagtspagten, der gjorde Jugoslavien til en del af Aksemagterne..
Prinsesse Elisabeth blev meget påvirket af Anden Verdenskrig, der afskar hende fra størstedelen af sin familie, og hun blev tidligt ældet. Hun døde 50 år gammel af kræft den 11. januar 1950 i München. Grev Karl Theodor overlevede hende med 12 år og døde i 1967.

## Titler, prædikater og æresbevisninger

### Titler og prædikater fra fødsel til død
- 1904-1934: Hendes Kongelige Højhed Prinsesse Elisabeth af Grækenland og Danmark
- 1934-1955: Hendes Kongelige Højhed Grevinde Elisabeth til Toerring-Jettenbach

## Efterkommere
Prinsesse Elisabeth var gift med Carl Theodor, greve af Toerring-Jettenbach (1900-1967). De fik 2 børn. 
1. Greven af Toerring-Jettenbach (Hans Veit, født 1935) 
  - Arvegreven af Toerring-Jettenbach (Ignatius, født 1966) 
    - Komtesse Floriana af Toerring-Jettenbach (født 2005)
    - Komtesse Georgiana af Toerring-Jettenbach (født 2006)
    - Komtesse Elisabeth af Toerring-Jettenbach (født 2008)
    - Komtesse Elena af Toerring-Jettenbach (født 2010)

  - HSH Prinsesse Clarissa af Ratibor og Corvey (født 1965), gift med prins Tassilo Ferdinand Metternich-Sandor af Ratibor og Corvey (prins til Hohenlohe-Schillingsfuerst) (født 1965) 
    - Prinsesse Charlotte Margita Elisabeth Marie (født 2000)
    - Prins Gregor (født 2002)
    - Prins Vitus (født 2004)

  - Greve Carl Theodor af Toerring-Jettenbach (født 1969) 
    - Greve Carl-Albrecht af Toerring-Jettenbach (født 2009)
2. Hendes Kejserlige og Kongelige Højhed ærkehertuginde Helene af Østrig (født 1937), gift med ærkehertug Ferdinand af Østrig (1918-2004), Ferdinand var den sidste kejsers (Karl 1. af Østrig) ældste brorsøn, han var tiptipoldesøn af den første østrigske kejser (Frans 2. (Tysk-romerske rige)), ved sin fødsel var Ferdinand den sjette i tronfølgen (efter kejserens fire sønner (kronprins Otto von Habsburg (1912-2011), Robert von Österreich-Este (1915-1996), Felix af Østrig (født 1916), Carl Ludwig (1918-2007) og efter sin far (Maximilian Eugen af Østrig (1895-1952))). 
  - ærkehertuginde Elisabeth af Østrig (1957-1983), gift med James Litchfield (født 1956)
  - ærkehertuginde Sophie af Østrig (født 1959), gift med MARIANO-HUGO, fyrste af Windisch-Graetz (født 1956)
    - Maximilian Hugo, arveprins af Windisch-Graetz (født 1990)
    - Prins Alexis Ferdinando (født 1991)
    - Prinsesse Larissa Maria (født 1996)

  - ærkehertug Maximilian af Østrig (født 1961), gift med Sara Maya Al-Askari (født 1977)
    - Nikolaus Heinrich (født 2005)
    - Constantin (født 2007)
    - Katharina (født 2010)

## Eksterne links
- Wikimedia Commons har flere filer relateret til Elisabeth af Grækenland og Danmark